# Salar de Pintados
El salar de Pintados es un salar ubicado en la Región de Tarapacá, Chile, al sur del poblado de La Tirana. La cuenca del salar corresponde en gran parte a la Pampa del Tamarugal. A veces se considera al salar Bellavista y al salar de Sur Viejo parte de este salar.: I-57 

## Características
Sus características morfométricas y climatológicas más relevantes son:: I-57 
- altura: 980 m (salar) hasta 5500 m (Cordillera)
- superficie de la cuenca: 17 150 km²
- superficie del salar: 51 km²
- precipitaciones: 0,8 mm/año (pampa) hasta 150 mm/año (Cordillera)
- evaporación potencial: 2000 mm/año (pampa) - 1300 mm/año (Cordillera)
- temperatura media: 18,5 °C (pampa) - 5 °C (Cordillera)

## Acuíferos
El inventario nacional de acuíferos de Chile (2017) consigna en la Región de Arica y Parinacota para la cuenca del salar Sur Viejo un sector hidrogeológico de aprovechamiento común:: 25 
1. Salar Sur Viejo con 1093,5 km²

Suma: 1093,5 km²

## Historia
Luis Risopatrón describe en su Diccionario Jeográfico de Chile de 1924 los siguientes accidentes geográficos relacionados:: 676 
Pintados (Salar de). 20° 30' 69° 40' Ofrece borato de cal i sulfato de alúmina i se encuentra a unos 975 m de altitud, al N del salar de Bellavista; el agua subterránea que se halla poco mas abajo de la costra de sal, es relativamente buena i se capta para el servicio doméstico de la aldea de aquel nombre. 2, 2, p. 258; 61, CXLVI, p. 330;'77, p. 71; i 156.
Pintados (Sierra de). 20° 35' 69° 47' Se levanta a 1 452 m de altitud, en la márjen W del salar del mismo nombre. 156; i serranía en 62, n, p. 380.
Pazos (Quebrada de). 20° 21' 69° 48' Es seca, presenta capas alternadas de arcilla i arena i una capa de 4,5 m de pórfido a 12 m de profundidad, corre hacia el N E i desemboca en el estremo N W del salar de Pintados; en ella se abrió un pique en 1877, que suministraba abundante agua i fué aterrado en la inundación de 1884. En su fondo contiene arbustos i vejetacion menuda i un pequeño caserío que denominan de La Cabra. 77, p. 79; 96, p. 157; 136; 155, p. 527; i 156; rinconada en 77, p. 70; i 95, p. 100; i quebrada Pozos error tipográfico en 62, II, p. 379.